# Le Retour de Patrick
Pour plus de détails, voir Fiche technique et Distribution.
Le Retour de Patrick (Patrick vive ancora) est un film d'horreur italien réalisé par Mario Landi et sorti en 1980. Il s'agit de son dernier film. C'est un film à petit budget qui fait suite au film d'horreur australien Patrick, sorti deux ans auparavant,. Il est surtout connu pour ses scènes gore et de sexe, notamment une violente scène de viol, qui prend fin avec la victime transpercée à l'aide d'un tisonnier.
Le film a été tourné dans le même lieu que Le Manoir de la Terreur.

## Synopsis
Le film suit les événements entourant un jeune garçon du nom de Patrick qui est dans le coma à la suite d'un accident de la route et qui développe des pouvoirs psychiques surnaturels qui lui permettent de commettre des meurtres brutaux.

## Fiche technique
- Titre français : Le Retour de Patrick
- Titre original : Patrick vive ancora
- Réalisation : Mario Landi
- Production : Gabriele Crisanti
- Scénario : Piero Regnoli
- Musique : Berto Pisano
- Photographie : Franco Villa
- Genre : horreur, gore
- Durée : 92 minutes
- Pays :  Italie
- Date de sortie : 15 mai 1980 (Italie)

## Distribution
- Sacha Pitoëff : docteur Herschel
- Gianni Dei : Patrick Herschel
- Mariangela Giordano : Randolph Stella
- Carmen Russo : Sheryl Cough
- Paolo Giusti : M. Davis
- Franco Silva : Lyndon Cough
- Marcel Bozzuffi